# Preston St. Mary
Preston St. Mary är en by (village) och en civil parish i Babergh, Suffolk i östra England. Orten har 220 invånare (2001). Den har en kyrka.